# José Manuel Pando
José Manuel Pando é uma província da Bolívia localizada no departamento de La Paz, sua capital é a cidade de Santiago de Machaca.